# Fórmula SAE
Formula SAE é uma competição estudantil organizada pela Society of Automotive Engineers (SAE, também conhecida como SAE International). A competição nasceu em 1978 e foi inicialmente denominada SAE Mini Indy .

## Conceito

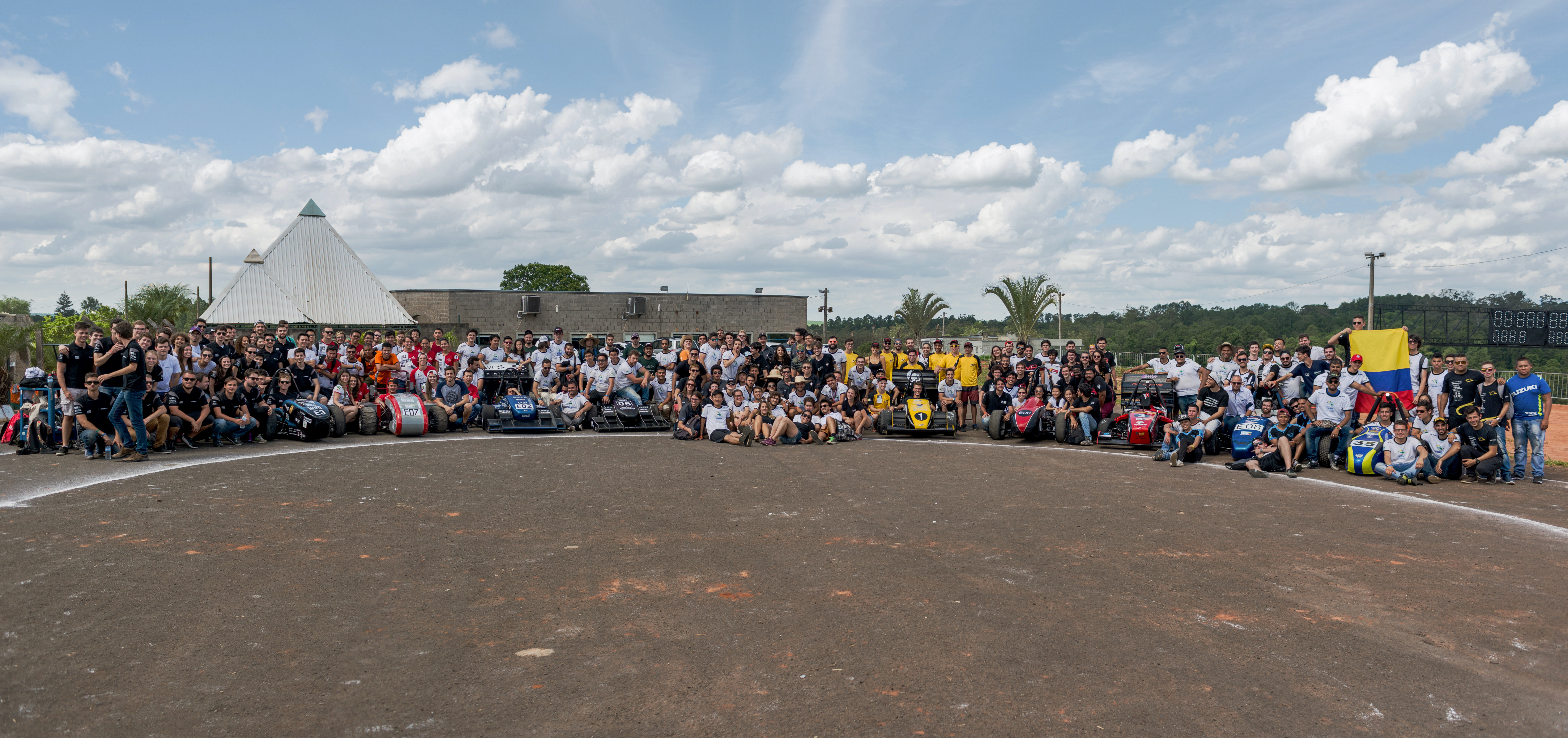
Equipes na competição no ECPA - Piracicaba/SP

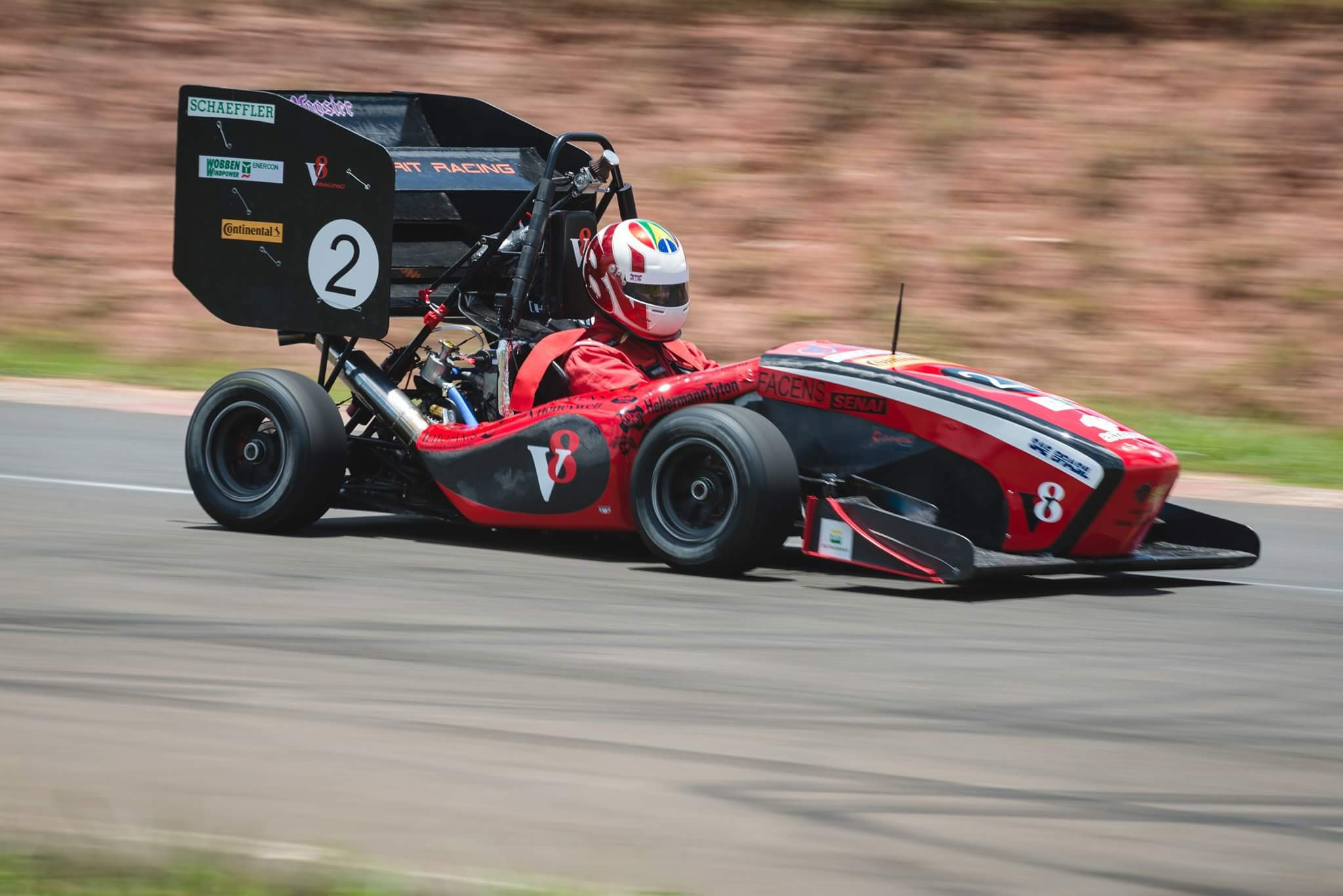
V8 Racing Team - Faculdade de Engenharia de Sorocaba - Campeã Fórmula SAE Brasil 2017 - Combustão

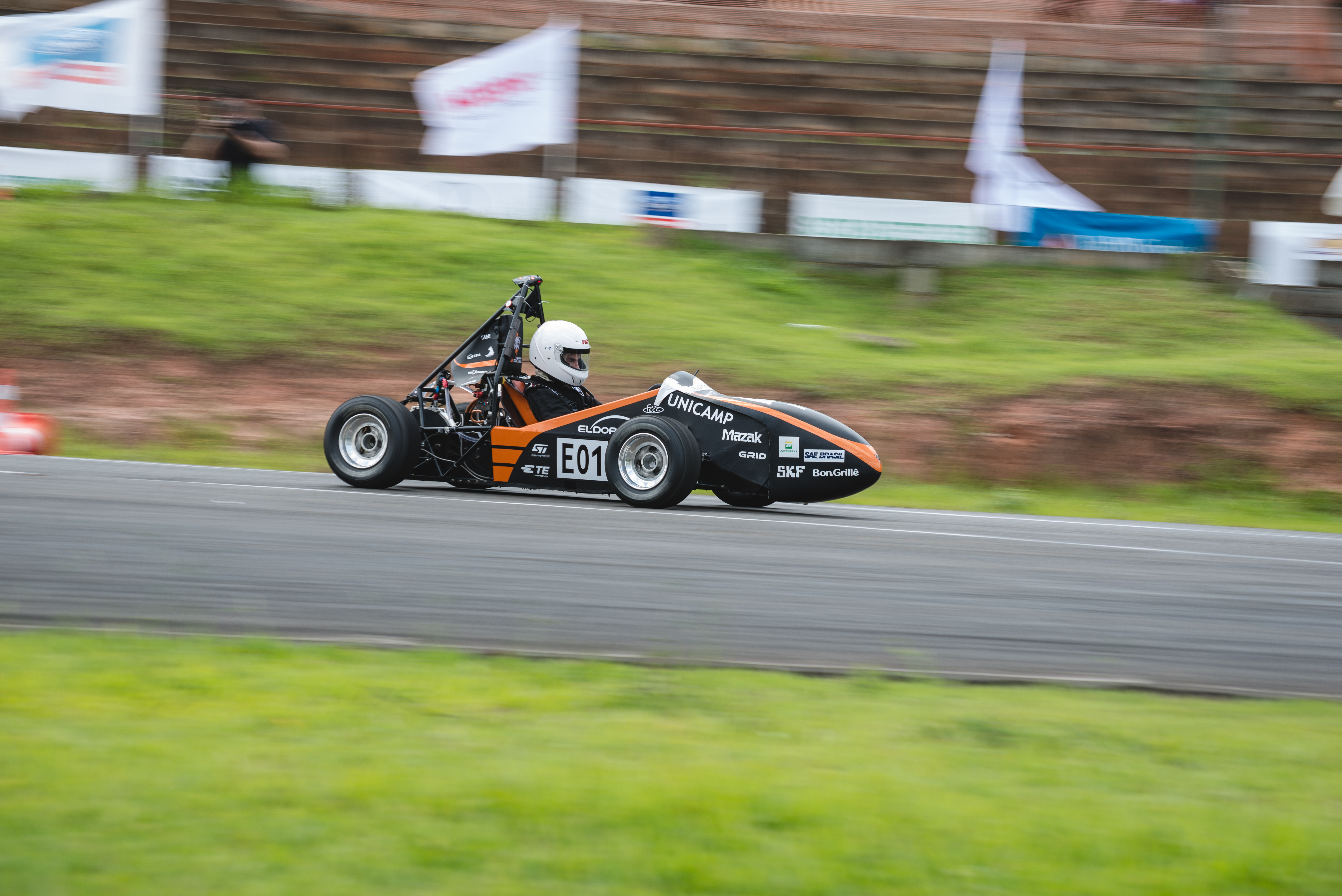
Unicamp E-Racing - Universidade Estadual de Campinas - Campeã Fórmula SAE Brasil 2017 - Elétrico

O conceito por trás da Formula SAE é uma companhia industrial fictícia que contratou um time estudantil para desenvolver um pequeno carro de Fórmula 1 nas categorias de Carro elétrico e Combustão.
A competição Fórmula SAE BRASIL, assim como as outras provas promovidas pela entidade, tem como objetivo propiciar aos estudantes de Engenharia a oportunidade de aplicar na prática os conhecimentos adquiridos em sala de aula, desenvolvendo um projeto completo e construindo um carro tipo Fórmula. Os trabalhos são realizados em grupo.
Criada em 2004, a Fórmula SAE BRASIL está a caminho da sua 15ª edição. Em 2017 envolveu mais de 1030 inscritos , número que cresce significativamente a cada ano. As equipes melhor classificadas ganham o direito de representar o Brasil em duas competições internacionais realizadas nos EUA. (Formula SAE Michigan e Formula SAE /Lincoln)

## A Competição
Durante três dias de evento, os carros passam por provas estáticas e dinâmicas, avaliando a performance de cada projeto na pista, assim como as apresentações técnicas das equipes, que inclui projeto, custo, e uma apresentação de marketing. Meses antes da competição, os estudantes enviam para o comitê organizador relatórios de custos, estrutura, atenuador de impacto e projeto. Os relatórios são avaliados por engenheiros especialistas, e já valem como a primeira parte da avaliação dos protótipos. Já durante a competição, nas provas estáticas, as equipes devem demonstrar mais detalhadamente se o carro apresentado no projeto equivale com o apresentado no evento. As provas dinâmicas são realizadas no segundo dia do evento. Todas as provas são pontuadas de maneiras diferentes, de maneira a garantir que o melhor conjunto de projeto e carro vença a competição.

## Pontuação
O protótipo é julgado pelo evento. A pontuação é:
| Provas Estáticas                    |       |
| Design Event                        | 150   |
| Cost & Manufacturing Analysis Event | 100   |
| Presentation Event                  | 75    |
| Provas Dinâmicas                    |       |
| Acceleration Event                  | 100   |
| Skidpad Event                       | 75    |
| Autocross Event                     | 125   |
| Endurance Event                     | 275   |
| Fuel Economy Event                  | 100   |
| Total Points Possible               | 1,000 |

## Top 10 Equipes Fórmula SAE Brasil 2018 - Combustão
| Pos. | Equipe                  | Custos | Apresentação | Design | Aceleração | SkidPad | Autocross | Enduro | Eficiência | TOTAL |
| ---- | ----------------------- | ------ | ------------ | ------ | ---------- | ------- | --------- | ------ | ---------- | ----- |
| 1    | Fórmula CEFAST          | 71,9   | 59,8         | 140,4  | 100,0      | 60,1    | 125,0     | 275,0  | 96,2       | 928,4 |
| 2    | Mauá Racing             | 53,0   | 53,5         | 127,8  | 98,3       | 75,0    | 95,6      | 193,6  | 100,0      | 796,7 |
| 3    | V8 Racing               | 61,6   | 37,1         | 52,3   | 94,7       | 68,3    | 81,0      | 250,4  | 79,8       | 725,2 |
| 4    | Formula UFSM            | 64,6   | 46,3         | 105,3  | 89,4       | 30,3    | 78,0      | 214,2  | 58,2       | 686,4 |
| 5    | EESC-USP                | 83,5   | 67,8         | 137,7  | 76,1       | 71,8    | 116,5     | 5,0    |            | 558,3 |
| 6    | Fórmula SAE UFMG        | 63,9   | 75           | 106,8  | 86,7       | 49,3    | 98,2      | 10,0   |            | 489,9 |
| 7    | Fórmula Del-Racing UFSJ | 62,0   | 21,5         | 70,8   | 71,8       | 29,6    | 58,6      | 82,,9  | 49,2       | 446,3 |
| 8    | Fórmula FEI             | 61,6   | 48,3         | 20,0   | 70,2       | 68,7    | 106,4     |        |            | 355,2 |
| 9    | Poli USP                | 57,1   | 44,7         | 89,8   | 50,2       | 37,7    | 48,4      | 8,0    |            | 335,8 |
| 10   | FSAE Unicamp            | 80,3   | 52,7         | 102,8  |            |         | 59,2      |        |            | 294,9 |

## Top 10 Equipes Fórmula SAE Brasil 2018 - Elétrico
| Pos. | Equipe               | Custos | Apresentação | Design | Aceleração | SkidPad | Autocross | Enduro | Eficiência | TOTAL |
| ---- | -------------------- | ------ | ------------ | ------ | ---------- | ------- | --------- | ------ | ---------- | ----- |
| 1    | Unicamp E-Racing     | 46,4   | 39,8         | 138,6  | 100,0      | 75      | 125,0     | 275,0  | 100,0      | 898,8 |
| 2    | Fórmula Tesla        | 69,4   | 34,5         | 132,8  | 4,5        | 30,1    | 89,3      | 13,0   | 100,0      | 473,5 |
| 3    | Fórmula FEI Elétrico | 46,7   | 48,8         | 133,6  | 94,8       | 64,9    | 6,5       | 11,0   |            | 406,3 |
| 4    | Ampera Racing        | 54,1   | 75,0         | 69,8   |            |         |           |        |            | 198,3 |
| 5    | EESC - USP Tupã      | 48,2   | 51,8         | 77,3   |            |         |           |        |            | 177,2 |
| 6    | B'Energy Racing      | 57,9   | 31,5         | 81,5   |            |         |           |        |            | 170,9 |
| 7    | Minerva ERacing      | 70,8   | 47,3         | 47,8   |            |         |           |        |            | 165,8 |
| 8    | Cheetah E-Racing     | 37,8   | 48,0         | 71,3   |            |         |           |        |            | 157,0 |
| 9    | Faraday E-Racing     | 51,6   | 36,8         | 65,5   |            |         |           |        |            | 153,9 |
| 10   | Fórmula CEM - EV     | 51,0   | 48,8         | 41,5   |            |         |           |        |            | 141,2 |

## Vencedores
Legenda:
- (c): Combustão
- (e): Elétrico
- (h): Híbrido
- (d): Sem piloto (driverless)

| Ano  | Formula SAE Michigan                                      | Formula Student                                           | FSAE Australasia                          | FSAE Japan                         | FSAE Brasil                                                                                               | Formula Student Italy                                                                                | Formula SAE Lincoln (West)                                            | Formula Student Germany | Formula Student Spain                                                                         | Formula Student Austria                                                      | Formula North                                                                                | Formula Student Czech                          |
| ---- | --------------------------------------------------------- | --------------------------------------------------------- | ----------------------------------------- | ---------------------------------- | --- | --- | --------------------------------------------------------------------- | --- | --------------------------------------------------------------------------------------------- | ---------------------------------------------------------------------------- | -------------------------------------------------------------------------------------------- | ---------------------------------------------- |
| 2018 | Universidade de Estugarda                                 |                                                           |                                           |                                    | Centro Federal de Educação Tecnológica de Minas Gerais (CEFET-MG) Universidade Estadual de Campinas (e)   | | Texas A&M University (c) Universidade Carnegie Mellon (e)             | |                                                                                               |                                                                              | École de technologie supérieure (c) Universidade Carnegie Mellon (e)                         |                                                |
| 2017 | Universidade de Estugarda                                 | Universidade de Cardiff                                   | Universidade Monash (c) (e)               | Instituto de Tecnologia de Quioto  | Faculdade de Engenharia de Sorocaba (c) Universidade Estadual de Campinas (e)                             | Universidade Politécnica de Breslávia (c) Universidade Estadual Cooperativa de Baden-Württemberg (e) | Texas A&M University (c) Universidade da Pensilvânia (e)              | Universidade de Ciências Aplicadas de Esslingen (c) Universidade de Estugarda (e) Instituto Federal de Tecnologia de Zurique (d) | Universidade Tecnológica de Graz (c) Instituto Federal de Tecnologia de Zurique (e)           | Universidade de Estugarda (c) Instituto Federal de Tecnologia de Zurique (e) | Universidade de Michigan (c) Universidade da Pensilvânia (e)                                 | Universidade Tecnológica de Brno               |
| 2016 | Universidade de Estugarda                                 | Universidade de Estugarda                                 | Universidade de Wollongong                | Instituto de Tecnologia de Quioto  | Escola de Engenharia de São Carlos da Universidade de São Paulo (c) Universidade Estadual de Campinas (e) | Universidade de Ciências Aplicadas de Coburg (c) Universidade Técnica de Dresden (e)                 | Universidade de Auburn (c) Universidade Técnica Checa em Praga (e)    | Universidade Técnica de Munique (c) Instituto de Tecnologia de Karlsruhe (e)                                                     | Universidade de Estugarda (c) Universidade Técnica de Delft (e)                               | Universidade de Estugarda (c) Instituto Federal de Tecnologia de Zurique (e) | Universidade de Ciência e Tecnologia do Missouri (c) Universidade Técnica Checa em Praga (e) | Universidade de Bath                           |
| 2015 | Global Formula Racing                                     | Universidade Técnica de Delft                             | Universidade Monash                       | Universidade Tecnológica de Graz   | Escola de Engenharia de São Carlos da Universidade de São Paulo (c) Centro Universitário FEI (e)          | FH Joanneum (c) Universidade de Ciências Aplicadas de Zwickau (e)                                    | Universidade Estadual de San Jose (c) Universidade da Pensilvânia (e) | Global Formula Racing (c) Universidade Técnica de Delft (e)                                                                      | Instituto Federal de Tecnologia de Zurique                                                    | Global Formula Racing (c) Instituto Federal de Tecnologia de Zurique (e)     | École de technologie supérieure                                                              | Universidade de Ciências Aplicadas de Hamburgo |
| 2014 | Global Formula Racing                                     | Universidade Técnica de Delft                             | Universidade Monash                       | Universidade de Nagoya             | Universidade de Bolonha (c) Universidade Estadual de Campinas (e)                                         | Universidade Tecnológica de Graz (c) Universidade Técnica de Tallinn (e)                             | Universidade do Kansas (c) Universidade Estadual de Campinas (e)      | Global Formula Racing (c) Instituto Federal de Tecnologia de Zurique (e)                                                         |                                                                                               | Global Formula Racing (c) Instituto Federal de Tecnologia de Zurique (e)     | Universidade Laval                                                                           |                                                |
| 2013 | Universidade de Estugarda                                 | Instituto Federal de Tecnologia de Zurique                | Universidade Monash                       | Universidade de Quioto             | Centro Universitário FEI (c) Universidade Estadual de Campinas (e)                                        | Universidade de Estugarda (c) Universidade de Estugarda (e)                                          | Universidade de Washington (c) Universidade Estadual de Campinas (e)  | Global Formula Racing (c) Universidade Técnica de Delft (e)                                                                      | Instituto Federal de Tecnologia de Zurique                                                    | École de technologie supérieure                                              |                                                                                              |                                                |
| 2012 | Global Formula Racing                                     | Universidade Técnica Chalmers                             | Universidade Monash                       | Instituto de Tecnologia de Quioto  | Centro Universitário FEI (c) Universidade Estadual de Campinas (e)                                        | Universidade de Estugarda (c) Universidade de Ciências Aplicadas de Zwickau (e)                      | Universidade do Kansas                                                | Universidade de Estugarda (c) Universidade Técnica de Delft (e)                                                                  | Universidade Brigham Young Universidade de Sherbrooke (empate) (h) Universidade do Kansas (e) | Global Formula Racing                                                        | Universidade de Ciências Aplicadas Metropolia                                                |                                                |
| 2011 | Global Formula Racing                                     | Universidade de Estugarda                                 | Universidade Monash                       | Universidade Sofia                 | Centro Universitário FEI                                                                                  | Universidade de Estugarda                                                                            | École de technologie supérieure                                       | Global Formula Racing (c) Universidade Técnica de Delft (e)                                                                      | Texas A&M University                                                                          | Global Formula Racing                                                        |                                                                                              |                                                |
| 2010 | Global Formula Racing                                     | Universidade Técnica de Munique                           | Universidade Monash                       | Universidade de Osaka              | Centro Universitário FEI                                                                                  | Global Formula Racing                                                                                | Instituto de Tecnologia de Rochester                                  | Universidade Técnica de Delft (c) Universidade de Estugarda (e)                                                                  | Instituto Politécnico de Turim                                                                | Global Formula Racing                                                        |                                                                                              |                                                |
| 2009 | Universidade Tecnológica de Graz                          | Universidade de Estugarda                                 | Universidade Monash                       | Universidade de Tóquio             | Centro Universitário FEI                                                                                  | Universidade de Estugarda                                                                            | Instituto de Tecnologia de Rochester                                  | Universidade de Estugarda | Texas A&M University                                                                          |                                                                              |                                                                                              |                                                |
| 2008 | Universidade da Austrália Ocidental                       | Universidade de Estugarda                                 | Universidade de Estugarda                 | Universidade Sofia                 | Centro Universitário FEI                                                                                  | Universidade de Estugarda                                                                            | Universidade de Maryland                                              | Universidade Técnica de Delft |                                                                                               |                                                                              |                                                                                              |                                                |
| 2007 | Universidade do Wisconsin-Madison                         | Instituto Real de Tecnologia de Melbourne                 | Universidade da Austrália Ocidental       | Universidade Sofia                 | Faculdade de Engenharia de Sorocaba                                                                       | Universidade de Estugarda                                                                            | Texas A&M University                                                  | Universidade de Estugarda |                                                                                               |                                                                              |                                                                                              |                                                |
| 2006 | Instituto Real de Tecnologia de Melbourne                 | Universidade de Toronto                                   | Universidade da Austrália Ocidental       | Universidade Sofia                 | Centro Universitário FEI                                                                                  | FH Joanneum                                                                                          | Texas A&M University                                                  | Universidade Tecnológica de Graz                                                                                                 |                                                                                               |                                                                              |                                                                                              |                                                |
| 2005 | Universidade Cornell                                      | Universidade de Toronto                                   | Instituto Real de Tecnologia de Melbourne | Universidade de Kanazawa           | Escola de Engenharia de São Carlos da Universidade de São Paulo                                           | Universidade Tecnológica de Graz                                                                     |                                                                       | |                                                                                               |                                                                              |                                                                                              |                                                |
| 2004 | Universidade Cornell                                      | Instituto Real de Tecnologia de Melbourne                 | Universidade de Wollongong                | Universidade do Texas em Arlington | Escola de Engenharia de São Carlos da Universidade de São Paulo                                           | |                                                                       | |                                                                                               |                                                                              |                                                                                              |                                                |
| 2003 | Universidade de Wollongong                                | Universidade de Toronto                                   | Instituto de Tecnologia da Geórgia        | Universidade Sofia                 | | |                                                                       | |                                                                                               |                                                                              |                                                                                              |                                                |
| 2002 | Universidade Cornell                                      | Instituto de Tecnologia da Geórgia                        | Universidade de Wollongong                |                                    | | |                                                                       | |                                                                                               |                                                                              |                                                                                              |                                                |
| 2001 | Universidade Cornell                                      | Instituto de Tecnologia da Geórgia                        | Instituto de Tecnologia de Rochester      |                                    | | |                                                                       | |                                                                                               |                                                                              |                                                                                              |                                                |
| 2000 | Texas A&M University                                      | Universidade Estadual Politécnica da Califórnia em Pomona | Universidade de Nova Gales do Sul         |                                    | | |                                                                       | |                                                                                               |                                                                              |                                                                                              |                                                |
| 1999 | Universidade de Akron                                     | Instituto de Tecnologia de Rochester                      |                                           |                                    | | |                                                                       | |                                                                                               |                                                                              |                                                                                              |                                                |
| 1998 | Universidade Cornell                                      | Universidade do Texas em Arlington                        |                                           |                                    | | |                                                                       | |                                                                                               |                                                                              |                                                                                              |                                                |
| 1997 | Universidade Cornell                                      |                                                           |                                           |                                    | | |                                                                       | |                                                                                               |                                                                              |                                                                                              |                                                |
| 1996 | Universidade do Texas em Arlington                        |                                                           |                                           |                                    | | |                                                                       | |                                                                                               |                                                                              |                                                                                              |                                                |
| 1995 | Universidade do Texas em Arlington                        |                                                           |                                           |                                    | | |                                                                       | |                                                                                               |                                                                              |                                                                                              |                                                |
| 1994 | Universidade de Michigan                                  |                                                           |                                           |                                    | | |                                                                       | |                                                                                               |                                                                              |                                                                                              |                                                |
| 1993 | Universidade Cornell                                      |                                                           |                                           |                                    | | |                                                                       | |                                                                                               |                                                                              |                                                                                              |                                                |
| 1992 | Universidade Cornell                                      |                                                           |                                           |                                    | | |                                                                       | |                                                                                               |                                                                              |                                                                                              |                                                |
| 1991 | Instituto Politécnico e Universidade Estadual da Virgínia |                                                           |                                           |                                    | | |                                                                       | |                                                                                               |                                                                              |                                                                                              |                                                |
| 1990 | Universidade do Texas em Arlington                        |                                                           |                                           |                                    | | |                                                                       | |                                                                                               |                                                                              |                                                                                              |                                                |
| 1989 | Universidade do Texas em Arlington                        |                                                           |                                           |                                    | | |                                                                       | |                                                                                               |                                                                              |                                                                                              |                                                |
| 1988 | Universidade Cornell                                      |                                                           |                                           |                                    | | |                                                                       | |                                                                                               |                                                                              |                                                                                              |                                                |
| 1987 | Universidade de Maryland                                  |                                                           |                                           |                                    | | |                                                                       | |                                                                                               |                                                                              |                                                                                              |                                                |
| 1986 | Universidade do Texas em Arlington                        |                                                           |                                           |                                    | | |                                                                       | |                                                                                               |                                                                              |                                                                                              |                                                |
| 1985 | Universidade do Texas em Arlington                        |                                                           |                                           |                                    | | |                                                                       | |                                                                                               |                                                                              |                                                                                              |                                                |
| 1984 | Universidade de Houston                                   |                                                           |                                           |                                    | | |                                                                       | |                                                                                               |                                                                              |                                                                                              |                                                |
| 1983 | Universidade do Texas em Arlington                        |                                                           |                                           |                                    | | |                                                                       | |                                                                                               |                                                                              |                                                                                              |                                                |
| 1982 | Universidade do Texas em Austin                           |                                                           |                                           |                                    | | |                                                                       | |                                                                                               |                                                                              |                                                                                              |                                                |
| 1981 | Instituto de Tecnologia Stevens                           |                                                           |                                           |                                    | | |                                                                       | |                                                                                               |                                                                              |                                                                                              |                                                |